# Set Free (film fra 1918)
Set Free er en amerikansk stumfilm fra 1918 af Tod Browning.

## Medvirkende
- Edith Roberts - Roma Wycliffe
- Harry Hilliard - John Roberts
- Harold Goodwin - Ronald Blair
- Mollie McConnell - Roberts